# サモンプロモーション
株式会社サモンプロモーション（英語: Samon Promotion, Inc.）は、大阪市に本社を置く音楽プロダクションである。

## プロデュース実績
プロデュースした主なコンサート・アーティスト（公式HPより抜粋）
器楽
- ミッシャ・マイスキー
- ナイジェル・ケネディ
- ヴァンサン・ペラニ
- マキシム・ヴェンゲーロフ
- ウィーン・アルティス・カルテット
- 二村英仁
- 石川綾子
- アレクサンダー・ルビャンツェフ
- フジ子・ヘミング
- マキシム
- クリス・ボッティ
- ヨーロピアン・ジャズ・トリオ
- 福井麻衣

声楽・シンガー
- キャサリン・ジェンキンス
- フィリップ・ジャルスキー
- ディミトリー・ホロストフスキー
- スミ・ジョー
- ヘイリー
- 宮里直樹
- 岡本知高
- エスペランサ・スポルディング

室内楽・オーケストラ
- モスクワ・フィルハーモニー管弦楽団
- アンサンブル・ベルリン
- ベルギー国立交響楽団
- スウェーデン室内管弦楽団
- ニース交響楽団
- ヤナーチェク・フィルハーモニー管弦楽団
- リトアニア国立交響楽団
- ラトビア国立交響楽団
- ルーマニア国立ジョジュル・エネスコ・フィルハーモニー
- ベラルーシ国立交響楽団
- スペイン国立放送交響楽団
- イギリス室内管弦楽団

指揮者
- サー・ロジャー・ノリントン
- ユーリ・シモノフ
- マルコ・グイダリーニ
- ペトル・ヴロンスキー
- ファビオ・マストランジェロ
- ロベルタス・シャーヴェニカス
- クリスチャン・マンデアル
- カレル・マーク・チチョン
- アレクサンドル・アニシモフ
- エイドリアン・リーパー
- トマス・ダウスガード
- 金聖響
- 西本智実

舞台芸術
- スペイン国立バレエ団
- 舘形比呂一

## ゴーストライター騒動
佐村河内守作曲と謳われた交響曲第1番 HIROSHIMAは、CDの売上記録をはじめ、サモンプロ主催の全国ツアーとして30ヵ所において順次開催、各地の12のオーケストラが演奏する近年クラシック界では稀にみる規模の企画として特筆すべきものであった。しかし産経などの報道によると、ゴーストライター問題によりプロモートに注力したにも拘わらず公演が中止に追い込まれ、佐村河内を相手取り、6100万円の損害賠償訴訟を大阪地裁で起こした。インターネット上の風評被害に対しては法的対応をしていく旨を公式サイト上にて表明した。

## 元所属指揮者との金銭問題
佐村河内守の紹介により2013年4月から指揮者・金聖響の演奏活動を始めとするすべてのマネージメント契約を結び、HIROSHIMA全国ツアーのメイン指揮者を任せる。しかし2014年末には全国ツアー中止の原因となった「ゴーストライター問題」とは別に、このツアーや佐村河内の知名度を利用した寸借詐欺まがいを含めた金聖響自身の醜聞も発覚。サモンプロモーション側からは代表を通じて金聖響に対し3000万円を貸しており、この「問題行動」の件により所属の契約を解除したと週刊文春にて述べている。

## 所在地・支店
- 本社・大阪オフィス 〒530-6109　大阪市北区中之島3-3-23 中之島ダイビル9階
- 東京オフィス 〒107-0052　東京都港区赤坂2-23-1　アークヒルズフロントタワーRoP 8F[8][1]